# 佐賀県道220号鳥栖停車場線
佐賀県道220号鳥栖停車場線（さがけんどう220ごう とすていしゃじょうせん）は、佐賀県鳥栖市を通る一般県道である。

## 概要
鳥栖市京町から鳥栖市元町に至る。
鳥栖市中心部を通る県道であるため交通量が多く、周辺部も含めて混雑しやすい。

### 路線データ
- 起点：佐賀県鳥栖市京町（鳥栖駅前交差点、佐賀県道205号鳥栖田代線・佐賀県道246号鳥栖停車場曽根崎線起点）
- 終点：佐賀県鳥栖市元町（元町交差点、国道34号・佐賀県道31号佐賀川久保鳥栖線交点）

## 路線状況

### 道路施設

#### 橋梁
- 川原橋（驫木川、鳥栖市）

## 地理

### 通過する自治体
- 鳥栖市

### 交差する道路
| 交差する道路                                            | 交差する場所 | 交差する場所          |
| ------------------------------------------------------- | ------------ | --------------------- |
| 佐賀県道205号鳥栖田代線 佐賀県道246号鳥栖停車場曽根崎線 | 京町         | 鳥栖駅前交差点 / 起点 |
| 佐賀県道31号佐賀川久保鳥栖線                            | 本町1丁目    | 本町交差点            |
| 国道34号 佐賀県道31号佐賀川久保鳥栖線                   | 元町         | 元町交差点 / 終点     |

### 沿線
鳥栖市の中心部にある県道。主要施設が一通りそろう。
- 鳥栖スタジアム
- JR九州鹿児島本線・長崎本線 鳥栖駅
- フレスポ鳥栖
- 鳥栖警察署
- 鳥栖郵便局
- 佐賀県立鳥栖工業高等学校